# Gabriella Montez
Pour les articles homonymes, voir Montez.
Gabriella Montez est un personnage fictif principal de la trilogie de films musicaux américaine High School Musical. Elle est interprétée par Vanessa Hudgens.
Gabriella incarne la jeune lycéenne modèle. Elle est studieuse, discrète et timide. Elle est amoureuse de Troy Bolton avec qui elle participe à la comédie musicale du lycée. Sa meilleure amie est la présidente du club de chimie Taylor McKessie.

## Biographie fictive

### High School Musical: Premiers Pas sur scène
Pour le jour de l'An, Gabriella part avec sa mère en séjour au ski. Le soir de la nouvelle année, Gabriella va à la soirée organisée pour les jeunes à la station de ski. C'est là qu'elle rencontre Troy Bolton sur la chanson Start of Something New qu'elle chante en duo en karaoké avec lui. Elle lui confie ensuite qu'elle a peur de chanter seule en public et qu'elle n'a jamais chanté ailleurs que dans une chorale et Troy lui confie qu'il a jamais chanté à part sous sa douche. Les deux adolescents tombent sous le charme l'un de l'autre. Après la fin du duo, ils s'échangent leurs numéros de téléphone portable et se perdent de vue. Quand Gabriella part Troy dit que c'est sa meilleure rencontre depuis les vacances! mais Gabriella ne l'entend pas car elle est déjà partie.
De retour de vacances, Troy croit apercevoir Gabriella à East High, son lycée situé au Nouveau-Mexique. En effet, celle-ci vient de déménager avec sa mère et se retrouve dans la même classe que lui.Pour être sur que ses bien Gabriella il l'appelle sur son téléphone. Son téléphone sonne, elle se pre,nd 1 heure de colle par Madame Darbus, Troy s'en prend une aussi comme Sharpay,Rayan,Chad et Taylor! Habituée aux déménagements et aux nouvelles écoles, la mère de Gabriella promet à sa fille qu'elle demandera à son patron de ne plus être mutée avant la fin de ses études secondaires. Par ailleurs, Gabriella ne veut pas être vue simplement comme la génie du lycée. 
Gabriella se lie également très vite d'amitié avec la présidente du club de Chimie Taylor McKessie, également une élève de leur classe, qui souhaite qu'elle participe au décathlon scientifique. 
Au lycée, une comédie musicale est en préparation. Après avoir hésité, Troy et Gabriella participent au casting et parviennent à atteindre la deuxième étape. Avant le passage de la seconde audition, Gabriella est blessée par des propos que Troy tient à son encontre, où il dit qu'elle n'est pas importante pour lui. En réalité, les basketteurs et les matheux ont négocié ensemble pour qu'ils se séparent. Les premiers ont faire dire ceci à Troy, que pour lui Gabriella et l'audition n'étaient pas importants et que seul le match de basket l'intéressait, et les seconds ont montré cela en vidéo à Gabriella. Elle hésite alors à continuer.
Finalement, Troy vient chez elle pour s'excuser, s'expliquer et ils finissent par se réconcilier. Ils passent donc l'audition qu'ils réussissent à remporter, puis ils jouent le match et le décathlon qu'ils gagnent également, avec l'aide des leurs amis qui les ont finalement soutenus.

### High School Musical 2
Troy, dans le début de ce deuxième téléfilm, est contacté par le Country Club Lava Spring, appartenant aux parents de Sharpay et Ryan Evans, auquel il demande si une place serait disponible pour Gabriella, sa petite amie, et pour les Wildcats. Gabriella se fait alors engagée comme maître-nageuse à la piscine du club près de chez elle. 
Cherchant à se venger, Sharpay Manipule Troy pour qu'il s'éloigne de Gabriella et ses amis, elle lui promet tout ce qu'il veut, notamment une bourse à l'université d'Albuquerque. Lassée par Sharpay, déçue, et trouvant que Troy a changé, Gabriella démissionne et le couple se sépare, sur la chanson Gotta Go My Own Way.
Finalement, après que Troy ait compris la manipulation de Sharpay, et grâce à Ryan Evans, le couple se réconcilie lors du spectacle des Jeunes Talents organisé par le club, sur l'air de Everyday. Troy croit chanter avec Sharpay sauf que les wildcats disent à Troy que Sharpay a changé de chanson, sauf que Sharpay ne connait pas d'autres musiques. Donc Troy chante avec Gabriella mais il ne sait pas que c'est elle. Après, il la reconnait grâce à sa voix.

### High School Musical 3: Nos années lycée
En cette dernière année au lycée, Troy et Gabriella ont du mal à se faire à l'idée qu'ils devront bientôt se quitter pour suivre des études dans des universités différentes. Avec le reste des Wildcats, ils participent au spectacle du lycée destiné à partager leurs expériences, leurs peurs et leurs espoirs face à leur futur. 
Or, il se trouve que Gabriella est admise au programme de prérentrée de l'université Stanford, qui a lieu lors de la comédie musicale, ce qui arrange bien Sharpay qui rêve de lui voler son rôle. Ne sachant que faire au départ, elle n'en parle pas, mais une fois au courant, Troy lui conseille de ne pas manquer cette chance et d'y aller.
De plus, une fois là-bas, Gabriella annonce à Troy qu'elle ne reviendra pas, même pour le bal de promo, afin de ne pas avoir à dire une nouvelle fois au revoir, car ça a déjà été difficile pour elle de se séparer de lui et de ses amis. Ce pourquoi, Troy va la chercher en voiture à Stanford, et parvient à la ramener à temps pour la comédie musicale dans laquelle ils triomphent. 
Finalement elle partira bien à Stanford, et Troy choisi d'aller à l'université de Californie à Berkeley à 32,7 km de là afin de pouvoir la voir.

## Chansons interprétées

### High School Musical: Premiers Pas sur scène
- Start of Something New
- What I've Been Looking For (Reprise)
- When There Was Me And You
- Breaking Free
- We’re All in This Together

### High School Musical 2
- What Time Is It?
- Work This Out
- You Are the Music in Me
- You Are the Music in Me (Reprise)
- Gotta Go My Own Way
- Everyday
- All for One

### High School Musical 3: Nos années lycée
- Now or Never
- Right Here, Right Now (en)
- Can I Have This Dance
- A Night to Remember (en)
- Just Wanna Be With You
- Walk Away
- Can I Have This Dance? (Reprise)
- Senior Year Spring Musical Medley
- We're All in This Together (Graduation Mix)
- High School Musical